# چرا آواز می‌خوانی زنجره؟
چرا آواز می‌خوانی زنجره؟ کتابی از بابک صابری با تصویرگری نگین احتسابیان است که در سال ۱۳۹۵ منتشر و در سال ۲۰۱۷ در فهرست کلاغ سفید قرار گرفت.